# Бернхард (Саксония-Йена)
Бернхард II (на немски: Bernhard von Sachsen-Jena; * 21 февруари 1638, Ваймар; † 3 май 1678, Йена) e първият херцог на Ернестинското херцогство Саксония-Йена в днешна Тюрингия през 1672 – 1678 г.

## Живот
Произлиза от рода на Ернестингските Ветини. Син е (седмото от деветте деца) на херцог Вилхелм († 17 май 1662) от Саксония-Ваймар и братовчедката му Елеонора Доротея фон Анхалт-Десау († 26 декември 1664), принцеса от Анхалт.
От февруари 1654 до ноември 1657 г. той посещава университет Йена, след това отива във Франция с планове за женитба и чака една година и половина да бъде приет от краля на слънцето Луи XIV. На 10 юни 1662 г. той се жени в Париж за Мари Шарлота (1630 – 1682), дъщеря на Анри дьо Ла Тремойл († 21 януари 1674). Двамата живеят в двореца в Йена (който е съборен през 1905 г.). Бракът му е нещастен.
През 1672 г. Бернхард и двамата му братя си поделят бащиното наследство, Саксония-Йена е отделено от херцогство Саксония-Ваймар и дадено на Бернхард.

## Деца
Бернхард и Мари Шарлота имат децата:
- Вилхелм (1664 – 1666)
- Бернхард (1667 – 1668)
- Шарлота Мари (1669 – 1703), ∞ 1683 херцог Вилхелм Ернст от Саксония-Ваймар (1662 – 1728)
- Йохан Вилхелм (1675 – 1690), херцог на Саксония-Йена

Освен това Бернхард има извънбрачна дъщеря с Мари Елизабет фон Коспот:
- Емилия Елеонора (1674 – 1709), „графиня на Алщет“ 1676: ∞ 1692 Ото Вилхелм фон Тюмплинг († 1730)